# بلانكا لوين
بلانكا لوين (بالإسبانية: Blanca Lewin)‏ هي ممثلة تشيلية، ولدت في 7 أغسطس 1974 بسانتياغو في تشيلي.

## وصلات خارجية
- بلانكا لوين على موقع IMDb (الإنجليزية)
- بلانكا لوين على موقع ألو سيني (الفرنسية)
- بلانكا لوين على موقع أول موفي (الإنجليزية)
- بلانكا لوين على موقع قاعدة بيانات الأفلام السويدية (السويدية)
- بلانكا لوين على موقع قاعدة بيانات الفيلم (الإنجليزية)
- بلانكا لوين على موقع كينوبويسك (الروسية)